# Кобія
Кобія (рум. Cobia) — комуна у повіті Димбовіца в Румунії. До складу комуни входять такі села (дані про населення за 2002 рік):
- Блідарі (251 особа)
- Гергіцешть (431 особа) — адміністративний центр комуни
- Келугерень (175 осіб)
- Кепшуна (198 осіб)
- Кобіуца (267 осіб)
- Кречунешть (328 осіб)
- Менестіря (526 осіб)
- Місля (663 особи)
- Фрасін-Вале (113 осіб)
- Фрасін-Дял (515 осіб)

Комуна розташована на відстані 71 км на північний захід від Бухареста, 17 км на південний захід від Тирговіште, 131 км на північний схід від Крайови, 98 км на південь від Брашова.

## Населення
За даними перепису населення 2002 року у комуні проживали 3467 осіб.
Національний склад населення комуни:
| Національність | Кількість осіб | Відсоток |
| -------------- | -------------- | -------- |
| румуни         | 3465           | 99,9%    |
| угорці         | 1              | < 0,1%   |

Рідною мовою назвали:
| Мова      | Кількість осіб | Відсоток |
| --------- | -------------- | -------- |
| румунська | 3466           | > 99,9%  |
| угорська  | 1              | < 0,1%   |

Склад населення комуни за віросповіданням:
| Релігія       | Кількість осіб | Відсоток |
| ------------- | -------------- | -------- |
| православні   | 3445           | 99,4%    |
| п'ятдесятники | 11             | 0,3%     |
| адвентисти    | 4              | 0,1%     |
| бретрени      | 3              | 0,1%     |
| лютерани      | 3              | 0,1%     |
| римо-католики | 1              | < 0,1%   |

## Зовнішні посилання
- Дані про комуну Кобія на сайті Ghidul Primăriilor [Архівовано 12 Лютого 2009 у Wayback Machine.]